# Contea di Cherokee (Alabama)
La contea di Cherokee, in inglese Cherokee County, è una contea dello Stato dell'Alabama, negli Stati Uniti. La popolazione al censimento del 2010 era di 25.989 abitanti. Il capoluogo di contea è Centre.
Si tratta di una dry county e al suo interno si trovano wet cities.

## Geografia fisica
La contea si trova nella parte nord-est dell'Alabama. Lo United States Census Bureau certifica che l'estensione della contea è di 1.554 km², di cui 1.433 km² composti da terra e i rimanenti 121 km² composti di acqua. Gran parte della contea rientra nella regione geografica Valley and Ridge, ma l'angolo nord-ovest rientra nell'altopiano del Cumberland. Il fiume Coosa attraversa l'estremità sud-occidentale della contea, e i suoi affluenti, il fiume Little e il Terrapin Creek, intersecano l'area. Negli anni '60, il fiume Coosa è stato arginato per creare il Weiss Lake, un bacino idrico di 30.000 acri che si estende nel centro della contea.

### Contee confinanti
- Contea di DeKalb - nord
- Contea di Chattooga (Georgia) - nord-est
- Contea di Floyd (Georgia) - est
- Contea di Polk (Georgia) - sud-est
- Contea di Cleburne - sud
- Contea di Calhoun - sud-ovest
- Contea di Etowah - ovest

## Storia
La contea di Cherokee fu creata da una legge statale il 9 gennaio 1836. Il nome deriva dai nativi americani Cherokee stanziati nell'area fino all'inizio del XIX secolo. Il famoso capo dei Cherokee Pathkiller, che guidò i Cherokee nella guerra Creek del 1813-14, viveva a Turkeytown, vicino all'attuale città di Centre. I Cherokee cedettero la terra che ora è la contea di Cherokee con il trattato di New Echota del 1835. Nel 1836 i coloni appena arrivati fondarono la città di Cedar Bluff, che divenne il capoluogo della contea; nel 1844 però il capoluogo fu spostato nella più centrale Centre. Durante la guerra civile, la contea di Cherokee fornì all'esercito confederato 15 brigate di fanteria e due unità di cavalleria.
L'area fu importante per la produzione di ferro per la Confederazione durante la guerra. La fornace Stroup a Round Mountain e quella Rock Run vicino a Bluffton furono entrambe distrutte dall'esercito dell'Unione, ma furono riaperte dopo la guerra. Nel 1862 fu costruita la fornace Cornwall vicino alla città di Cedar Bluff. Costruita in pietra calcarea del vicino fiume Coosa, alta circa dieci metri, è stata la prima struttura in grado di fornire ferro per i cannoni confederati durante la guerra civile.
Nel 1870, la Gaylesville Academy, fondata a Gaylesville, divenne la prima scuola nel nord-est dell'Alabama. La Ellis Brothers Seed Company, fondata nel 1912 per l'elaborazione e la distribuzione di semi di cotone, diede un'ulteriore spinta economica all'area. Nel 1961 l'Alabama Power Company arginò il fiume Coosa per creare il lago Weiss, uno dei corsi d'acqua più popolari dello stato; la diga includeva una centrale idroelettrica, che forniva ulteriore energia elettrica all'area.

## Società

### Evoluzione demografica
Abitanti censiti (migliaia)

Grafico delle fasce di età in base al censimento del 2000

Al censimento del 2010, la composizione etnica della città era 92,7% bianchi, 4,6% neri, 0,5% nativi americani, 0,2% asiatici, 0,35% di altre razze, e 1.5% di due o più etnie. L'1,2% della popolazione era ispanica.

## Cultura

### Istruzione
Il sistema scolastico della contea di Cherokee impiega attualmente 258 insegnanti e amministratori che guidano più di 4099 studenti in otto scuole. Il Gadsden State Community College gestisce il suo campus a Centre.

## Comuni[9]
- Broomtown - cdp
- Cedar Bluff - town
- Centre (capoluogo) - city
- Collinsville[10] - town
- Gaylesville - town
- Leesburg - town
- Piedmont[11] - city
- Sand Rock[10] - town
- Spring Garden - cdp

## Economia
L'economia della Contea Cherokee era in gran parte basata sull'agricoltura durante il diciannovesimo e l'inizio del ventesimo secolo. Gli agricoltori coltivavano cotone e grano, e allevavano bestiame. La contea possedeva anche ampi giacimenti di ferro, che la resero un importante fornitrice della Confederazione durante la guerra civile. Dopo la guerra, l'economia si concentrò principalmente sull'agricoltura, sulla produzione di ferro e legname.

### Occupazione
La forza lavoro nell'odierna contea di Cherokee è divisa tra le seguenti categorie professionali:
- Produzione (26,4%)
- Servizi educativi, assistenza sanitaria e assistenza sociale (19,9%)
- Commercio al dettaglio (10,0%)
- Costruzione (8,4%)
- Trasporto, magazzinaggio e servizi di pubblica utilità (6,8%)
- Pubblica amministrazione (5,8%)
- Arte, intrattenimento, attività ricreative, servizi di alloggio e ristorazione (5,3%)
- Altri servizi, ad eccezione della pubblica amministrazione (4,6%)
- Commercio all'ingrosso (4,1%)
- Agricoltura, silvicoltura, pesca, caccia ed estrattiva (2,9%
- Servizi professionali, scientifici, di gestione, amministrativi e di gestione dei rifiuti (2,3%)
- Finanza, assicurazione, immobiliare, noleggio e leasing (2,2%)
- Informazioni (1,4%)

### Strutture che impiegano più persone
Secondo l'ultimo aggiornamento (2017) le strutture che impiegano più persone sono:
| Struttura                                 | Impiegati |
| ----------------------------------------- | --------- |
| KTH Leesburg Products LLC                 | 508       |
| Cherokee County Board of Education        | 504       |
| Wal Mart Super Center                     | 291       |
| Cherokee County Health and Rehabilitation | 289       |
| American Apparel                          | 235       |
| Parkdale                                  | 220       |
| Cherokee Medical Center                   | 160       |
| Sawyer Nursery                            | 90        |
| Prince Minerals                           | 84        |
| Dixie Green Inc.                          | 49        |

## Infrastrutture e trasporti

### Principali strade ed autostrade
Le principali vie di trasporto della contea sono:
- U.S. Highway 278
- U.S. Highway 411
- State Route 9
- State Route 35
- State Route 68

### Aeroporti
Il "Centre-Piedmont-Cherokee County Regional Airport" fornisce servizi per l'aviazione generale.